# Кряжев Олег Володимирович
Олег Кряжев (рос. Олег Кряжев, нар. 9 жовтня 1970, Усть-Каменогорськ) — казахський хокеїст, що грав на позиції крайнього нападника. Грав за збірну команду Казахстану.

## Ігрова кар'єра
Вихованець Усть-Каменогорського хокею, професійну хокейну кар'єру розпочав 1986 року в складі «Торпедо» (Усть-Каменогорськ).
У 1994 разом з партнерами Єрланом Сагимбаєвим та Павлом Каменцевим переходить до російського клубу «Авангард» (Омськ) у складі якого стає бронзовим призером чемпіонату МХЛ. Загалом у складі «Авангарда» провів 290 матчів закинув 77 шайб.
Після шести сезонів в Омську виступав за команди «Сибір», «Енергія» (Кемерово) та «Газовик» (Тюмень).
Завершив кар'єру гравця в складі та «Єрмака», де потім працював тренером.
Виступав за збірну Казахстану в складі якої відіграв на Олімпійських іграх 1998 в Нагано, а також шести чемпіонатах світу.

## Досягнення
- Чемпіон Казахстану — 1993, 1994, 2003.